# Oratorio della Confraternita della Morte
L'oratorio della Confraternita della Morte è un edificio sacro che si trova in via Beato Ranieri a Sansepolcro.
Fu costruito dopo il 1518 per le riunioni e le celebrazioni religiose dei confratelli della Confraternita della Morte, compagnia di flagellanti di Sansepolcro sorta allo scopo di prendersi cura del seppellimento dei morti della città e del contado.
Dal portico ad archi della facciata, sormontato da una bella loggia cinquecentesca, si accede alla sala rettangolare coperta da volta lunettata. Le quindici lunette contengono affreschi con Scene della vita della Madonna attribuite a Giovanni Alberti e Raffaello Scaminossi; sulla volta è l'Assunzione di Maria, affresco attribuito a Federico Zoi.
Sul finire del XX secolo è stato sottoposto a un complesso intervento di restauro che ha restituito all'edificio l'antico splendore: nel 1981 è stata riaperta la loggetta d'ingresso con due arcate sostenute da monocolonna e nel 1988 hanno avuto termine i restauri degli affreschi e dell'altare dellasala maggiore, adibita a usi culturali e intitolata al nome di mons. Pietro Zazzeri (1911-1987), promotore dei restauri stessi.